# Голлінс (Вірджинія)
Голлінс (англ. Hollins) — переписна місцевість (CDP) в США, в округах Роаноук і Ботаторт штату Вірджинія. Населення — 15 574 особи (2020).

## Географія
Голлінс розташований за координатами 37°20′35″ пн. ш. 79°57′11″ зх. д. / 37.34306° пн. ш. 79.95306° зх. д. (37.343053, -79.953099).  За даними Бюро перепису населення США в 2010 році переписна місцевість мала площу 22,54 км², з яких 22,35 км² — суходіл та 0,19 км² — водойми.

## Демографія
Згідно з переписом 2010 року, у переписній місцевості мешкали 14 673 особи в 6050 домогосподарствах у складі 3800 родин. Густота населення становила 651 особа/км².  Було 6435 помешкань (285/км²).
Расовий склад населення:
| - 85,5 % — білих - 8,7 % — чорних або афроамериканців - 3,2 % — азіатів - 0,1 % — корінних американців |

До двох чи більше рас належало 1,7 %. Частка іспаномовних становила 2,9 % від усіх жителів.
За віковим діапазоном населення розподілялося таким чином: 19,6 % — особи молодші 18 років, 59,4 % — особи у віці 18—64 років, 21,0 % — особи у віці 65 років та старші. Медіана віку мешканця становила 44,6 року. На 100 осіб жіночої статі у переписній місцевості припадало 81,1 чоловіків;  на 100 жінок у віці від 18 років та старших — 75,9 чоловіків також старших 18 років.
Середній дохід на одне домашнє господарство  становив 66 864 долари США (медіана — 58 687), а середній дохід на одну сім'ю — 78 704 долари (медіана — 73 322). Медіана доходів становила 50 018 доларів для чоловіків та 39 640 доларів для жінок. За межею бідності перебувало 8,5 % осіб, у тому числі 11,6 % дітей у віці до 18 років та 6,9 % осіб у віці 65 років та старших.
Цивільне працевлаштоване населення становило 6951 осіб. Основні галузі зайнятості: освіта, охорона здоров'я та соціальна допомога — 25,4 %, роздрібна торгівля — 12,2 %, науковці, спеціалісти, менеджери — 10,1 %, виробництво — 10,0 %.